# Alexander Wassiljewitsch Belenow
Alexander Wassiljewitsch Belenow (russisch Александр Васильевич Беленов; * 13. September 1986 in Belgorod, Russische SFSR, UdSSR) ist ein russischer Fußballtorwart.

## Karriere
Der Torwart spielte bis 2010 in seiner Geburtsstadt für den FK Saljut Belgorod in der drittklassigen 2. Division sowie in der 1. Division. Im Jahr 2011 ist er in die Premjer-Liga zu Spartak Moskau gewechselt. Von 2011 und 2016 stand beim Ligarivalen FK Kuban Krasnodar unter Vertrag. Die Spielzeit 2016/17 begann er bei Anschi Machatschkala und wechselte in der Winterpause zum FK Ufa.